# Alberto Cantoni

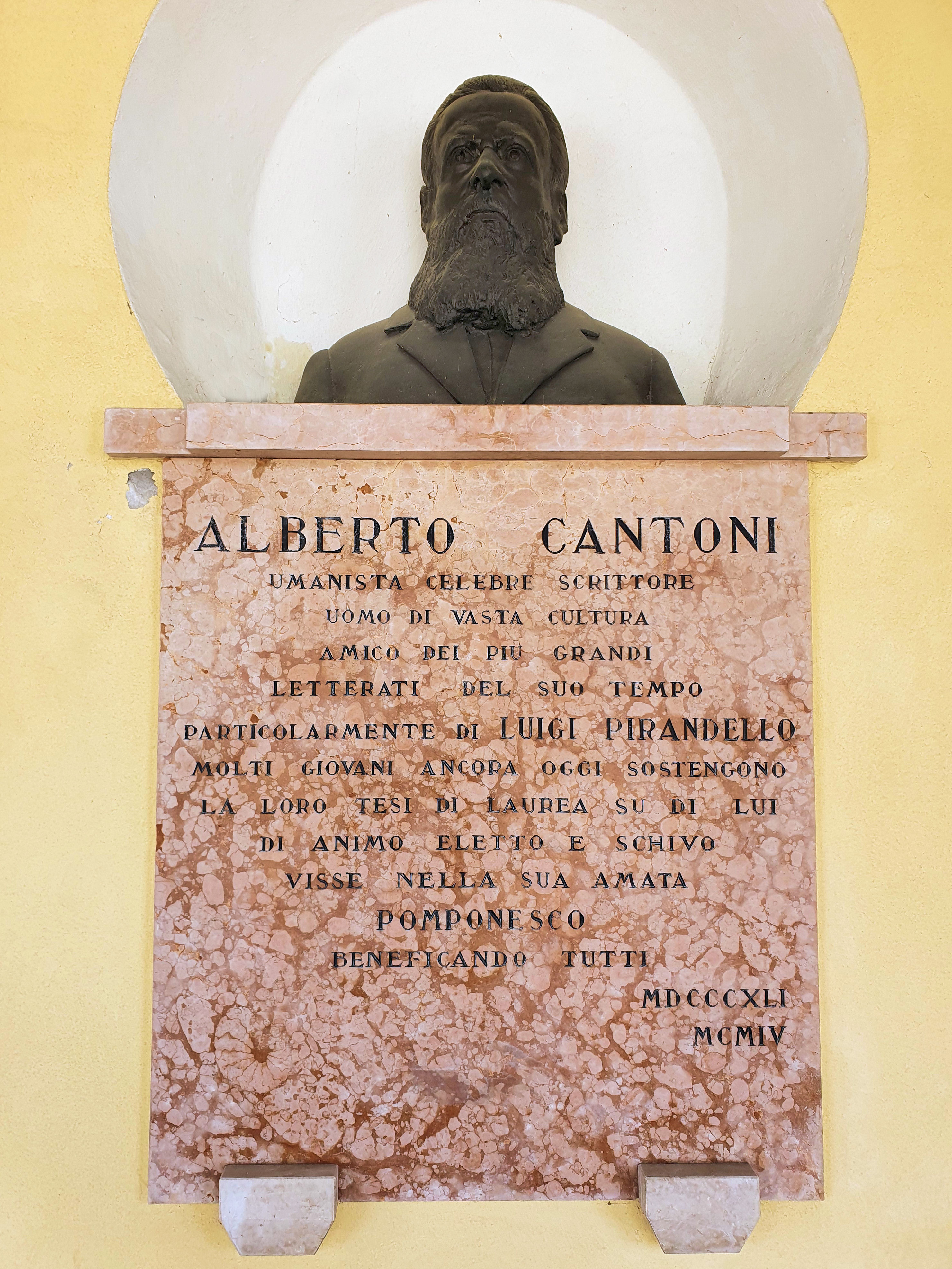
Pomponesco, busto ad Alberto Cantoni.

Alberto Cantoni (Pomponesco, 16 novembre 1841 – Mantova, 11 aprile 1904) è stato uno scrittore italiano.

## Biografia
Di origine ebraica, dopo aver compiuto i primi studi a Venezia e aver viaggiato in vari paesi europei, nel 1889 alla morte del padre Cantoni si stabilì quasi in permanenza a Pomponesco, per occuparsi dei possedimenti familiari. Fu in contatto con la rivista fiorentina "Il Marzocco" - diretta dai suoi nipoti Angiolo Orvieto e Adolfo Orvieto - ed ebbe rapporti epistolari con vari scrittori dell'epoca. In particolare, il suo "umorismo riflessivo" fu apprezzato da Luigi Pirandello. In tempi recenti è stato posto in luce l'interesse nutrito da Cantoni nei suoi ultimi anni di vita, in seguito all'"affare Dreyfus", per il movimento sionista fondato da Theodor Herzl.
Visse a contatto con il mondo dei contadini, analizzandone i problemi e modellando su di essi i suoi scritti. Fu influenzato dalla Scapigliatura per la tendenza ad occuparsi di nuovi argomenti, presi dal mondo della vita semplice e comune.
Scrisse diverse opere, tra le quali ricordiamo Foglie al vento (1875), il suo capolavoro Un re umorista (1891) e Pietro e Paola (1897). Il suo romanzo più noto è L'illustrissimo, pubblicato postumo nel 1905 con una prefazione di Pirandello. Il romanzo risulta una fresca descrizione del mondo agricolo mantovano, anche se il libro è stato inizialmente pensato come un atto di accusa nei confronti della scarsa serietà dei proprietari terrieri.

## Opere
- Foglie al vento. Schizzi varii, in «Nuova Antologia», vol. XXX, fasc. X (ottobre 1875), pp. [342]-353.
- Contessa ed infermiera. Racconto,  Estr. da «Il medico di casa», IV (1876).
- Montecarlo ed il Casino. Novella, Estr. da «Nuova Antologia», Roma, Tip. Barbera, 1881.
- Il demonio dello Stile. Tre novelle, Firenze, Barbera, 1887. Nuova ed. Milano, C. Lombardi, 1987. ISBN 88-7799-000-7.
- Un re umorista. Memorie, Firenze, G. Barbera, 1891. Nuova ed. Roma, Lucarini, 1991. ISBN 88-7033-473-2.
- L'altalena delle antipatie. Novella sui generis, Firenze, G. Barbera, 1893.
- Pietro e Paola. Con seguito di bei tipi. Novella critica, Firenze, G. Barbera, 1897.
- Humour classico e moderno. Grotteschi. Un bacio in erba. Più persone ed un cavallo, Firenze, G. Barbera, 1899.
- Scaricalasino. Grotteschi,  Firenze, G. Barbera, 1901.
- L'Illustrissimo. Scene popolari, in «Nuova Antologia», vol. CC, fasc. 798 (16 marzo 1905), pp. [249]-276; vol. CC, fasc. 799 (1º aprile 1905), pp. [451]-474; vol. CC, fasc. 800 (16 aprile 1905), pp. [673]-693; vol. CCI, fasc. 801 (1º maggio 1905), pp. [104]-137.
- L'Illustrissimo. Romanzo, Roma, Nuova Antologia, 1906
- Cantoni, a cura di Riccardo Bacchelli, Collezione "Romanzi e racconti italiani dell'Ottocento", Milano, Garzanti, 1953.
- Lettere di Alberto Cantoni a Luigi Antonio Villari 1895-1903, a cura di Elio Providenti, Roma, Herder, 1993.
- Scarabocchi, a cura di Roberto Ronchini, con uno scritto di Caterina Del Vivo, Mantova, Sometti, 2000.
- Nato con libertà. Le lettere di Alberto Cantoni ad Angiolo e Adolfo Orvieto (1882-1903), Padova, Il poligrafo, 2007. ISBN 9788871155807.